# GUM

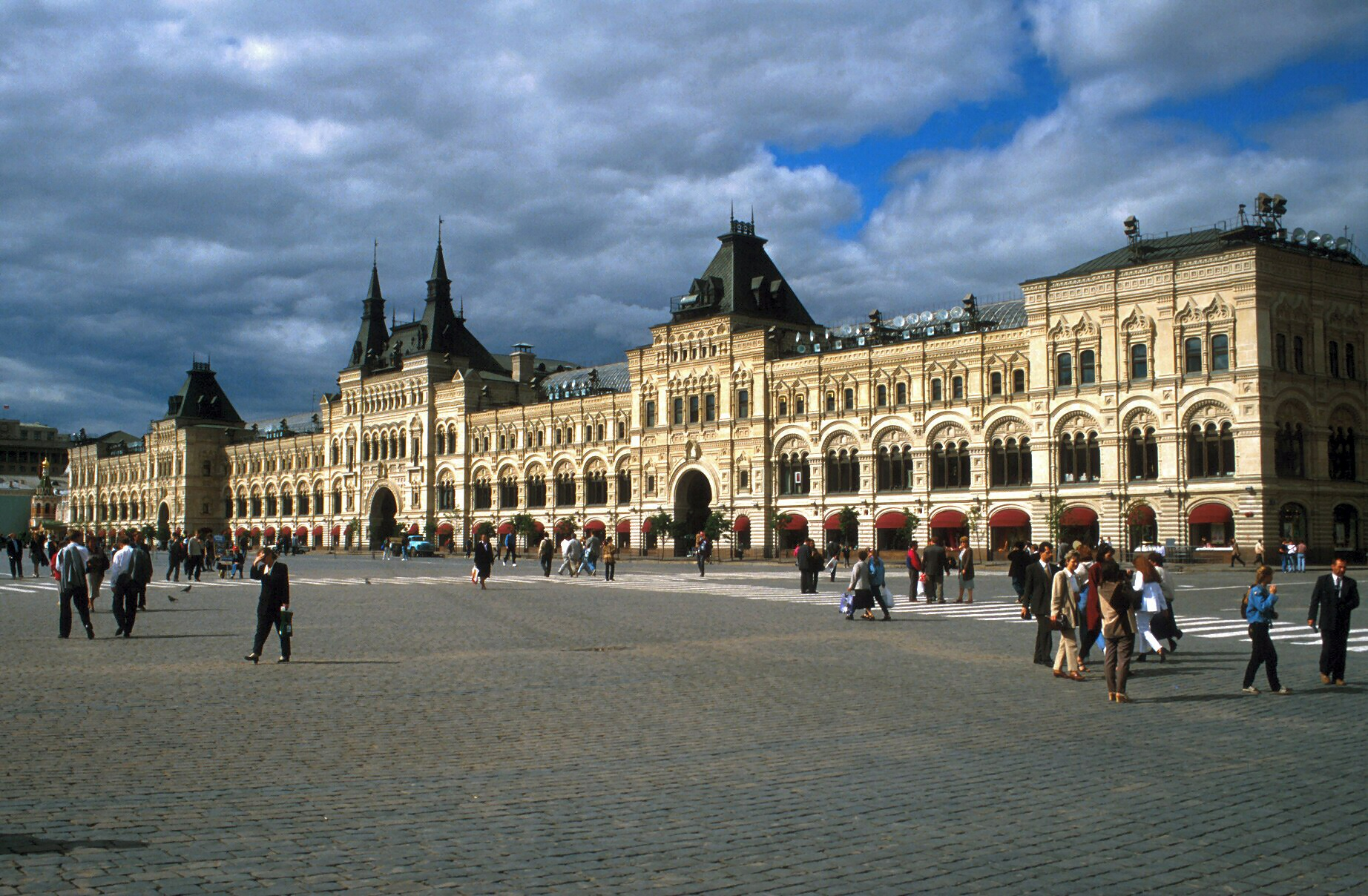
Fachada de GUM a la Plaza Roja.

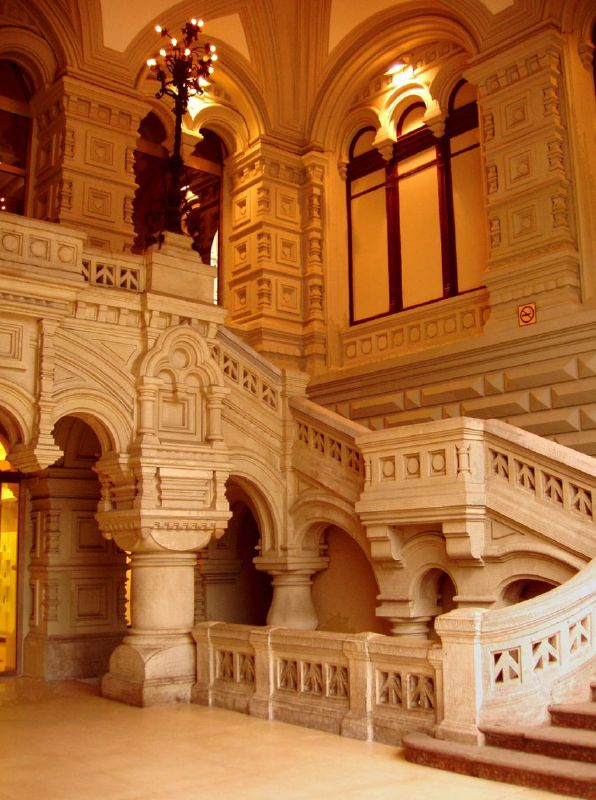
Interior de GUM.

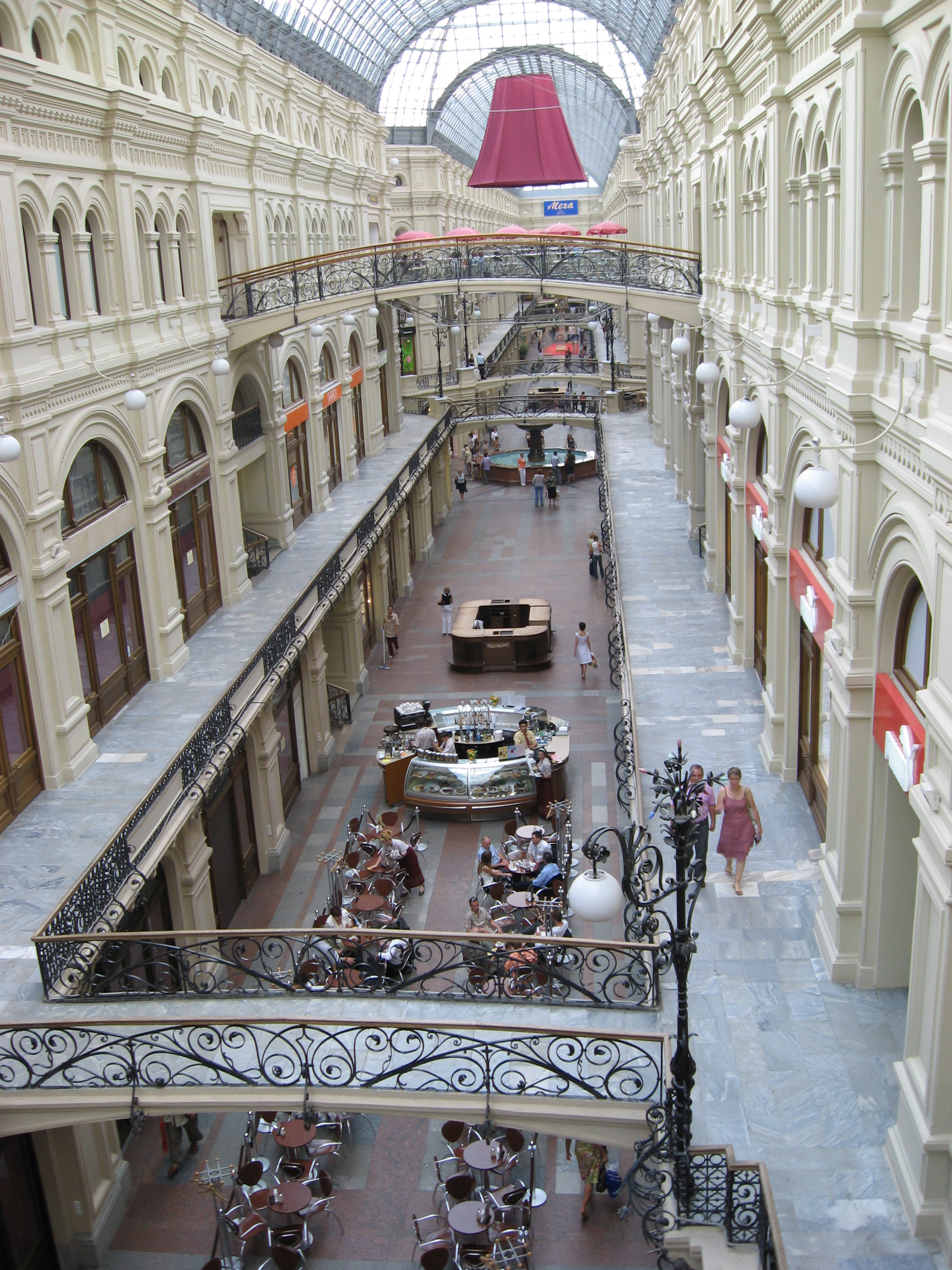
Interior de GUM.

GUM o "Tienda Universal Principal", en ruso ГУМ, Главный универсальный магазин, Glavnyj universalnyj magazín, es el nombre de una tienda de departamentos o grandes almacenes construida a finales de la época imperial, que continuó durante la Unión Soviética y posteriormente tanto en Rusia como en algunos estados surgidos con posterioridad a la disolución de la primera. Su edificio principal está ubicado en Moscú frente a la Plaza Roja.

## Arquitectura
El edificio principal de GUM en Moscú cuenta con una fachada de 242 metros, construidos entre 1890 y 1893 por Alexandr Pomerántsev como arquitecto y Vladímir Shújov como ingeniero de la obra. Su arquitectura trapezoidal combina elementos de arquitectura medieval rusa, además de utilizar una estructura de acero y techo de vidrio haciéndola similar a estaciones de trenes del Reino Unido de la era victoriana

## Historia

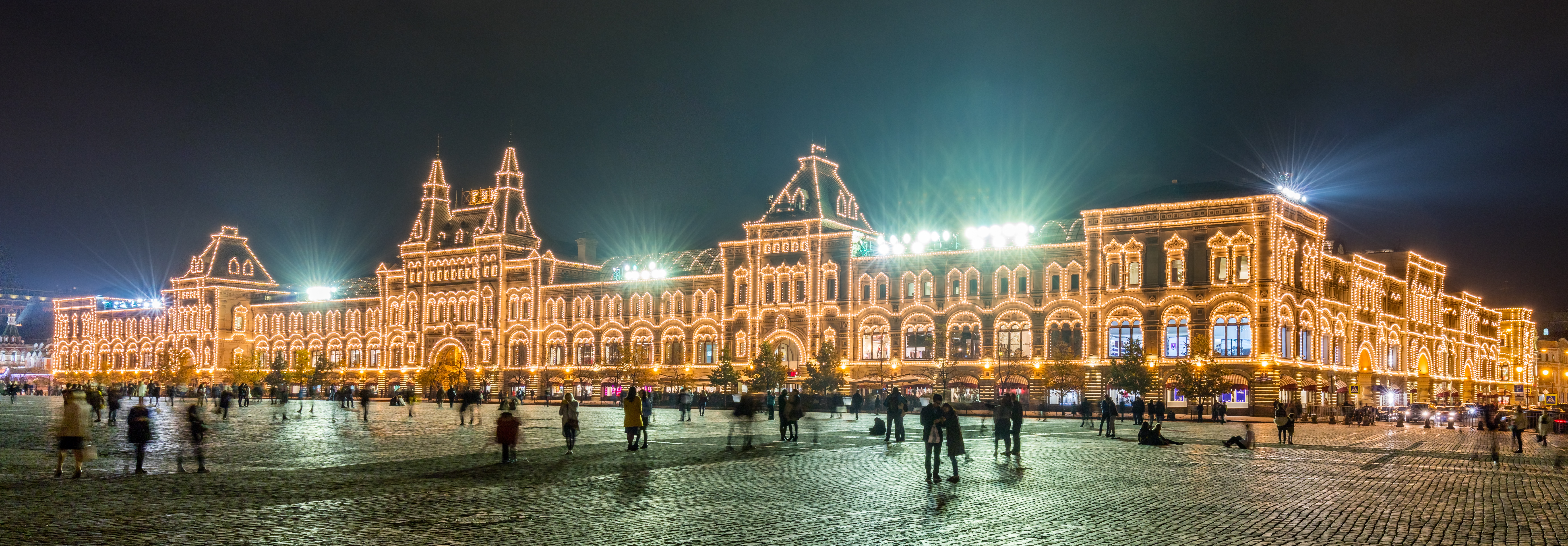
Vista nocturna.

En los años previos a la Revolución rusa en el edificio operaban cerca de 1.200 tiendas como centro comercial. Con posterioridad GUM fue nacionalizado y continuó sirviendo como tienda hasta que Stalin lo destinó a albergar oficinas de su primer plan quinquenal. Después de la muerte de su esposa Nadezhda Alilúyeva, el dirigente soviético utilizó el edificio como su 
mausoleo.
En 1953 el Estado Soviético reemprendió su utilización como grandes almacenes y dándole el nombre GUM, destacándose en esa época como un lugar muy surtido y variado.
Al disolverse la Unión Soviética, el GUM fue privatizado, llegando a ser propiedad en un 50,25% de Bosco de Ciliegi, un operador ruso de boutiques y tiendas suntuarias.
Siendo ya un negocio privado, se le dio un nuevo nombre, conservando la sigla GUM. La primera palabra pasó de ser Государственный (Gosudárstvennyj, "estatal") a Главный (Glavnyj, "principal"), quedando el nombre de "Tienda Universal Principal".
Hoy en día es un destino popular entre los turistas extranjeros que visitan Moscú. Muchas de sus tiendas dedican grandes espacios a la venta de marcas de lujo occidentales. Entre los moscovitas se dice que es una "exhibición de precios" haciendo referencia a la venta principalmente de artículos de marcas costosas, inasequibles para el ciudadano común en Rusia.